# Els Rebolls del Joquer

Els Rebolls del Joquer, respecte del terme d'Abella de la Conca

Els Rebolls del Joquer era un bosc de roures rebolls del terme municipal d'Abella de la Conca, al Pallars Jussà; és en terres de l'antic poble de la Torre d'Eroles.
Va desaparèixer en el gran incendi forestal d'agost del 1978, que afectà tot el vessant meridional de la Serra de Carreu.
Estava situat al sud-oest de la Masia Gurdem, al nord-est de la Torre d'Eroles i al sud-oest de la Solana del Joquer.
Es tracta d'un topònim plenament romànic, de caràcter purament descriptiu: el bosc de roures rebolls pertanyent als de Cal Joquer.